# بلشم (كامبريدجشير)
بلشم (بالإنجليزية: Balsham)‏ هي قرية و أبرشية مدنية تقع في المملكة المتحدة في إنجلترا. يقدر عدد سكانها بـ 1,591 نسمة .

## أعلام
- ميك لامبرت